# 1158 Luda
1158 Luda este o planetă minoră (asteroid), cu un diametru de 18,636 km, din centura de asteroizi. A fost descoperită pe 31 august 1929 la Simeiizka observatoria⁠(d) de Grigori N. Neuimin și a fost numită după Людмила⁠(d). 
Obiectul prezintă o orbită caracterizată de o semiaxă mare de 2,5648495 UAi, o excentricitate de 0,1123201, o înclinație de 14,82861 ° în raport cu ecliptica.